# Henri Troyat
Henri Troyat, właśc. Lew Asłanowicz Tarasow (Лев Асланович Тарасов) (ur. 1 listopada 1911 w Moskwie, zm. 2 marca 2007 w Paryżu) – francuski pisarz pochodzenia rosyjskiego.
Był autorem powieści obyczajowych (m.in. L'Araigne z 1938) oraz sag rodzinnych w tym trylogii Tant que la terre durera (1947-1950) opowiadającej historię rosyjskiej rodziny w latach 1947-1950. Był twórcą opowiadań humorystycznych, takich jak Diabelskie skrzydła z 1966 roku. Tworzył również prace biograficzne, głównie rosyjskich pisarzy i carów.

## Książki przetłumaczone na język polski (wybór)
- Aleksander I. Pogromca Napoleona
- Iwan Groźny. Krwawy twórca imperium
- Katarzyna Wielka. Nienasycona żądza życia i władzy
- Piotr Wielki. Geniusz i szaleństwo